# 埃爾金 (內布拉斯加州)
埃爾金（英語：Elgin）是位於美國內布拉斯加州安蒂洛普縣的城市。

## 人口
根據2020年美國人口普查的數據，埃爾金的面積為1.89平方千米，皆為陸地。當地共有人口717人，而人口密度為每平方千米379人。